# Марич, Мария Давыдовна
Мария Давыдовна Ма́рич (настоящая фамилия — Чернышёва; 25 апреля [7 мая] 1893 или 7 мая 1893, Курск — 3 февраля 1961, Москва) — русская советская писатель-драматург.

## Биография
М. Д. Марич родилась 25 апреля (7 мая) 1893 года в Курске в семье железнодорожника. Отец Марии отличался независимым характером, был дерзким с начальством, поэтому часто менял работу и места жительства. Переезды обогащали наблюдательную, пытливую натуру будущей писательницы, расширяли её представление о мире.
В 1916 году окончила Высшие педагогические курсы в Петрограде. Работала спецкором газеты «Известия».
Началом своей литературной деятельности Марич считает 1923 год, когда в журнале «Город и деревня» были опубликованы её первые рассказы «Праздник на улице» и «Байбак». В этом же году она закончила пьесу «Крылья Икара», которая вскоре была опубликована, а затем поставлена на сцене Харьковского драматического театра. В 1927 году был опубликован роман «Сухие ветви» — о молодёжи 1905 года. Сейчас роман стал библиографической редкостью.
С 1924 года, к 100-летию восстания 14 декабря 1825 года, Марич начала кропотливый сбор материалов для романа «Северное сияние», повествующего о декабристах. Первая часть романа была опубликована в нашей стране в 1926 году (Госиздат), вторая часть — в 1931 году (ГИХЛ). Затем переиздавался много раз. Работа над ним поглощала писательницу целиком, отнимала дни и ночи, приносила муки и радости. 
В СССР роман выдержал несколько изданий. Издавался он и в Польше, Болгарии, Венгрии, Чехословакии.
Критикой того времени произведения Марич были характеризованы негативно: «слабы в отношении охвата исторической эпохи и раскрытия в художественных образах ее движущих сил», «на первый план выдвинуты любовные переживания героев», «революция представлена как столкновение авангарда интеллигенции — студенчества — с самодержавием; рабочие, крестьянство, буржуазия отсутствуют», «обильны зарисовки нравов дворянства <...> но социальные процессы, приведшие к движению декабристов, не вскрыты». Квалифицировалась как представитель «попутнической мелкобуржуазной литературы», «далека от социальных обобщений».
Как журналист-спецкор «Известий» много ездила по всей стране. Работала увлечённо, щедро печатала свои очерки и статьи о современной жизни во многих журналах.
В 1931 году по инициативе A. M. Горького выходит серия сборников «История фабрик и заводов». Марич принимает активное участие в этом издании. На основе материалов, собранных во время длительных командировок на новостройки страны, она написала ряд очерков и повесть «Тринадцатый элемент».
К 100-летию со дня смерти А. С. Пушкина вышел сборник новелл Марич о великом поэте («Ссылочный невольник») и драма о трагической гибели поэта — «В жестокий век».
В годы Великой Отечественной войны Мария Давыдовна работает в частях и госпиталях УрВО, выступает по радио, печатается в журналах и газетах. За свою работу писательница была награждена грамотой УрВО, а также медалью «За доблестный труд в Великой Отечественной войне».
После войны Марич приступила к работе над новым романом из жизни известного русского мореплавателя Ф. П. Литке. В 1949 году роман вышел в издательстве «Севморпути» под названием «Жизнь и плавание флота капитан-лейтенанта Фёдора Литке».
За плодотворную литературную работу М. Д. Марич была награждена грамотой СП СССР. В последние годы жизни писательница тяжело болела, но несмотря на это она много работала, активно помогала молодым литераторам. До последних дней сохранила она память о городе своего детства — Курске, в который приезжала трижды: два раза до войны и в 1959 году.

Могила на Армянском кладбище

Мария Давыдовна умерла 3 февраля 1961 года. Похоронена в Москве на Армянском кладбище.

## Творчество
Романы
- «Северное сияние» (1926—1931) (с рис. Н.И. Брюханова)
- «Сухие ветви» (1927)

Повести
- «Праздник на улице» (1929)
- «К неведомым берегам» (Жизнь и плавания флота капитан-лейтенанта Фёдора Литке) (1949)
- «Тринадцатый элемент» (1959)

Пьесы
- «Крылья Икара» (1923)
- «В жестокий век» (1940)

Рассказы
- «Крапива» (1927)
- «Праздник на улице» (1929)
- «Мариам» (1929)
- «Клятва» (1937)
- «Передвижка в тайне» (1938)
- «Актриса» (1942)
- «От всего сердца» (1942)
- «Небываемое бывает»[3] (1943)
- «Оксана» (1943)
- «Рано-ранёшенько» (1949)
- «Арзамасцы» (1952)

## Награды и премии
- медаль «За доблестный труд в Великой Отечественной войне 1941-1945 гг.»
- Почётная грамота УрВО
- Почётная грамота СП СССР